# Philippe Paradis

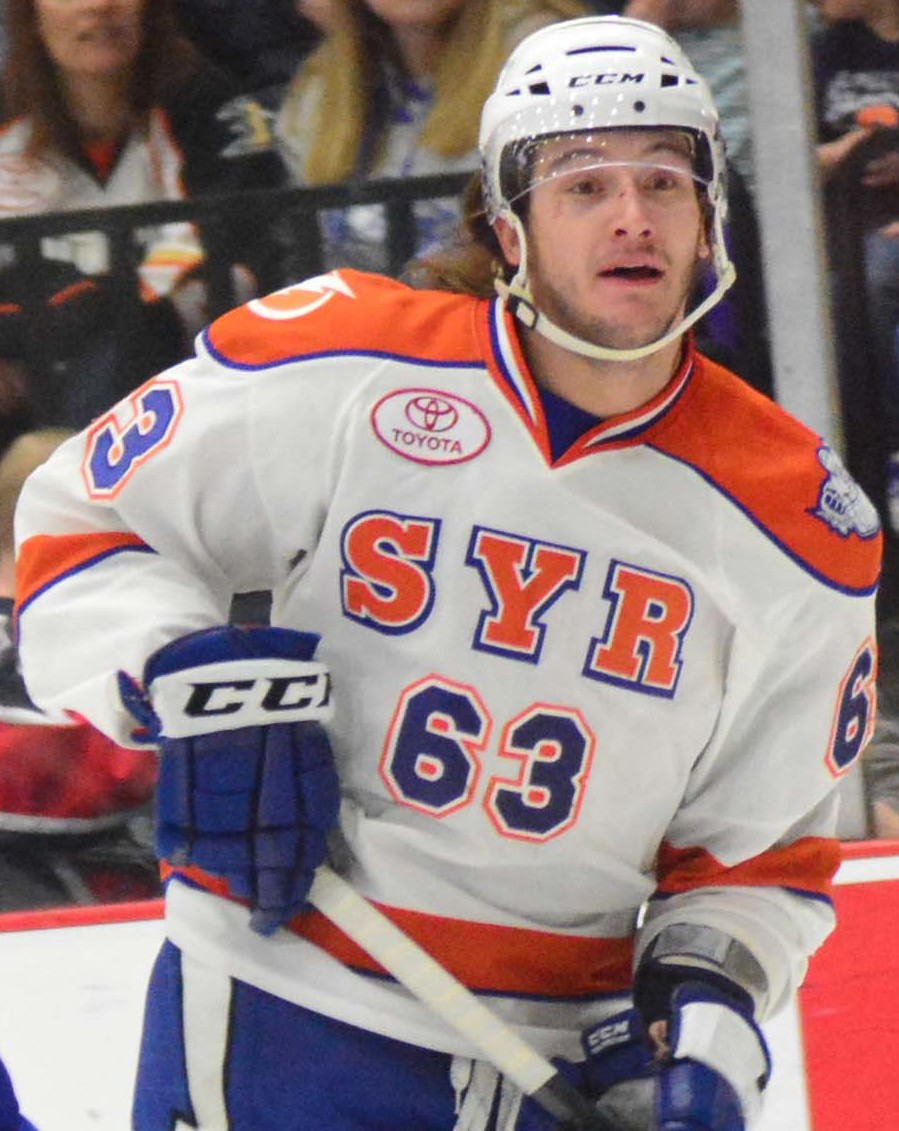
Philippe Paradis

Philippe Paradis, född 2 januari 1991 i Normandin, Québec, är en kanadensisk professionell ishockeyspelare som spelar för HDD Jesenice i Alps Hockey League. Han har tidigare spelat för Jonquière Marquis, Syracuse Crunch, Toledo Walleye, Rockford IceHogs, Prince Edward Island Rocket, Toronto Marlies, Shawinigan Cataractes och Jonquière Élites.